# Gaussia (eenoogkreeftje)
Gaussia is een geslacht van eenoogkreeftjes uit de familie van de Metridinidae.

## Soorten
Deze lijst is mogelijk niet compleet.
- G. asymmetrica (Björnberg T.K.S. & Campaner, 1988)
- G. gadusae (Sarkar, 2004)
- G. intermedia (Defaye, 1998)
- G. melanotica (Wolfenden, 1905)
- G. sewelli (Saraswathy, 1973)